# Dance Moms
Dance Moms er en amerikansk reality serie, som havde premiere på kanalen Lifetime 13. juli 2011.
Serien er lavet af Collins Avenue Productions og bliver indspillet i Pittsburgh, Pennsylvania, hos Abby Lee Dance Company, og følger børnenes tidligere karriere som dansere og deres mødre. Spin-off serien Dance moms: Miami havde premiere 3. april 2012, og blev stoppet i september 2012 efter bare otte episoder. Siden hen er der dog genopstået interesse for programmet, der i 2014 rundede 4. sæson.
Serien Dance moms sendes på Kanal 4 i Danmark

## Deltagere

### Koreograferne
- Abby Lee Miller er direktør for Reign Dance Productions (tidligere Maryen Lorrain Dance Studio), som huser Abby Lee Dance Company, som hun er ejer og chef koreograf af.[3][4][5]
- Gianna Martello er en instruktør for RDP med speciale i alle genrer, herunder stepdans, en pointe, og akrobatik, og er også den assisterende koreograf for ALDC Junior Elite Konkurrence team[6]

### Mødrene
- Melissa Ziegler-Gisoni er mor til Maddie, en lyrisk danser, der også nyder step, og Mackenzie, [3] en acro danser
- Christi Lukasiak er mor til Chloe [3]
- Holly Frazier er mor til Nia [3]
- Jill Vertes er mor til Kendall [3]
- Kira Girard er mor til Kalani
- Leslie Ackerman er mor til Payton
- Kelly Hyland er mor til Brooke og Paige.[3]
- Cathy Nesbitt-Stein er mor til Vivi-Anne.[3]